# Helalètids
Els helalètids (Helaletidae) són una família extinta de mamífers perissodàctils que visqueren a Àsia i Nord-amèrica durant l'Eocè, fa entre 37 i 54,9 milions d'anys. Se n'han trobat restes fòssils als Estats Units, l'Índia, el Kazakhstan, Mongòlia, el Pakistan i la Xina. Els representants d'aquest grup eren parents dels tapirs d'avui en dia. De fet, en les seves dents ja es poden observar les adaptacions a la dieta folívora que encara segueixen els tapirs. A més a més, presentaven una incisura nasal profunda, cosa que indica que també estaven dotats de probòscide.